# Luis Barceló Jover
Pour les articles homonymes, voir Barceló.
Luis Barceló Jover, né à Madrid le 31 août 1896 et mort dans la même ville le 15 mars 1939, est un général espagnol qui joue un rôle important pendant la guerre d'Espagne (1936-1939).
Militaire de carrière, il fait ses premières armes lors de la guerre du Rif. Engagé contre les mouvements fascistes, il choisit le camp du gouvernement républicain lorsque la guerre civile espagnole éclate en 1936. Il commande plusieurs unités de l'Armée populaire de la République et devient rapidement inspecteur général des milices, qu'il contribue à militariser. Opposé au coup de Casado de 1939, il est arrêté et exécuté par le Conseil national de défense quelques jours après la fin des combats.

## Biographie
Né le 31 août 1896 à Madrid, Luis Barceló Jover s'engage dans l'infanterie et prend part à la guerre du Rif. Il est franc-maçon et député grand-maître régional du Maroc jusqu'en 1934. En 1935, il rejoint l'Union militaire républicaine antifasciste, association clandestine fondée en réponse à l'Union militaire espagnole. En 1936, Barceló est nommé conseiller militaire auprès du président du Conseil et ministre de la Guerre, le républicain Santiago Casares Quiroga.

### Guerre civile espagnole
Au début de la guerre, en juillet 1936, il occupe le grade de commandant et prend la tête d'un groupe d'infanterie rattaché au ministère de la Guerre. Barceló a un rôle important dans l'écrasement du coup d'État nationaliste à Madrid. Après avoir sécurisé la capitale, il fait partie des tribunaux militaires sommaires qui, établis dans l'après-midi du 20 juillet, jugent les officiers rebelles de la caserne de la Montaña. Certains des soldats sont condamnés à mort et exécutés à la tombée de la nuit ce jour-là. Avec Julio Mangada, Barceló est l'un des principaux responsables du recrutement des bataillons de milice.
Comme beaucoup d'autres officiers professionnels de l'armée une fois la guerre civile engagée, il quitte la gauche républicaine et rejoint le parti communiste. Le 6 août 1936, il est promu lieutenant-colonel et nommé inspecteur général des milices. Il dépend directement du ministère de la Guerre et est chargé de l'organisation, de l'armement et de l'approvisionnement des milices. Il collabore avec plusieurs officiers et concentre ses efforts sur la militarisation des milices. À partir de septembre, il fait partie d'un comité constitué pour purger l'armée de ses éléments nationalistes.
Entre le 14 et le 21 septembre 1936, Barceló assure le commandement des troupes qui l'assiègent l'Alcázar de Tolède. Il mène plusieurs assauts sur la forteresse et est même blessé à l'occasion d'une d'elles. En octobre 1936, il s'installe à Alicante après avoir été remplacé le 20 à la tête de l'inspection générale des milices. Le 24, il rejoint les volontaires du front de Madrid, dans le secteur de Brunete. Il prend en charge toutes les forces de la région, comme la colonne Libertad qui compte entre 4 500 et 5 000 hommes.
Quand les forces de Franco commencent à déborder sur Madrid, Barceló opère des attaques continues sur la Casa de Campo et l'aile gauche des nationalistes pour arrêter leur progression. À la mi-décembre 1936, les forces nationalistes entreprennent d'améliorer leurs positions à l'est de Madrid. Les troupes de Barceló se retrouvent en première ligne et se distinguent lors de la deuxième bataille de la route de La Corogne en défendant Boadilla. Les combats sont très rudes et le 31 décembre 1936, Barceló  est remplacé à la tête de la 35e brigade mixte par Nino Nanetti, en raison d'une blessure.
En mai 1937 il assume le commandement de la 2e division du Ier corps, située dans le secteur de la sierra de Guadarrama. À la tête de cette unité, il participe à l'offensive de Ségovie à la fin du mois de mai et pilonne les positions nationalistes de l'alto del León. L'attaque menée par Barceló, dont les forces sont composées de trois brigades mixtes, est en réalité une manœuvre secondaire pour détourner l'attention des nationalistes de l'attaque principale. Cependant, l'offensive s'avère un échec et Barceló n'intervient dans aucune autre opération d'importance. Le 16 avril 1938, il est nommé commandant du Ier corps d'armée, en remplacement du colonel Domingo Moriones Larraga. Le 3 mars 1939, il est promu au grade de colonel.

### Coup de Casado
Le 5 mars 1939, le colonel Casado fomente un coup d'État pour contraindre le président du Conseil Juan Negrín à démissionner. Casado réussit en partie grâce à l'attitude neutre qu'adopte Barceló, malgré les ordres du parti communiste d'intervenir. Le Conseil national de défense est alors créé en vue de commencer les négociations avec Franco. Finalement, le 7 mars, Barceló décide d'agir tandis que les conseillers soviétiques et Negrín prennent la fuite. Après avoir mobilisé le Ier corps d'armée et de violents combats de rues, ses forces occupent les postes clés de Madrid : le Nuevos Ministerios, le parc du Retiro ou le cantonnement de La Alameda. La plus grande partie de la ville est entre les mains de Barceló. Il obtient l'appui des IIe et IIIe corps d'armée commandés par Emilio Bueno Núñez del Prado et Antonio Ortega. En parallèle, Barceló devient chef de l'armée du centre et établit son quartier général au palais du Pardo.
Malgré ce succès, le Conseil national de défense parvient à prendre le contrôle de la situation dans la plupart des régions encore sous contrôle républicain. Après plusieurs tentatives pour parvenir à un accord, un compromis est finalement trouvé le 12 mars, mettant fin à la lutte entre communistes et casadistas. Les communistes acceptent de revenir à leurs positions initiales en échange de l'absence de représailles et du maintien de tous les commandants à leurs postes. Barceló est pourtant arrêté le 13 mars par les casadistas. Il est expéditivement jugé et condamné à mort par trois colonels de l'état-major de Casado – Joaquín Otero Ferrer, José Pérez Gazzolo et Arnoldo Fernández Urbano – et un commissaire – Ángel Peinado Leal. Il est exécuté deux jours plus tard au cimetière de La Almudena, avec son commissaire politique, José Conesa.